# Billie Eilish
Billie Eilish Pirate Baird O'Connell, coneguda professionalment com a Billie Eilish   (Los Angeles, 18 de desembre de 2001), és una cantant i compositora estatunidenca. El seu senzill de debut Ocean Eyes la va dur a la fama en acumular més de 120 milions de reproduccions únicament a Spotify fins al setembre de 2018.
El seu EP debut Don't Smile at Me va ser publicat l'agost de 2017. A causa de l'èxit de l'EP, Apple va nomenar Billie Eilish com a nova artista Apple Music UPNEXT del mes l'octubre de 2017. Després va publicar els àlbums When We All Fall Asleep, Where Do We Go? (2019), Happier Than Ever (2021), que va arribar a primera posició de vendes de diversos països i Hit Me Hard and Soft (2024).
La seva música és sovint composta i presentada amb la participació del seu germà Finneas O'Connell. El seu estil és inspirat de la música hip-hop i els artistes Tyler, the Creator, Childish Bambino i Avril Lavigne. També s'ha inspirat en la Lana del Rey.

## Trajectòria

### Carrera emergent
Billie Eilish va créixer a Highland Park (Los Angeles), en una família d'actors i músics. Els seus pares són l'actriu, música i guionista Maggie Baird i Patrick O'Connell. Va ser educada a casa i es va unir a la coral de Los Angeles (Los Angeles Children's Chorus) quan tenia vuit anys. Als onze, Eilish va començar a escriure les seves pròpies cançons, seguint les passes del seu germà gran Finneas O'Connell, el qual ja havia començat a escriure, actuar i produir les seves pròpies cançons amb el seu grup. L'octubre de 2015, Billie va gravar la cançó «Ocean Eyes», inicialment escrita per Finneas pel seu grup, i enviada a la professora de dansa de Billie la qual esperava coreografiar un ball per aquesta.
«Ocean Eyes» es va publicar com a single debut d'Eilish a SoundCloud l'any 2016. El vídeo musical va ser llançat el 24 de març del mateix any, i un vídeo de Billie Eilish ballant la cançó va ser publicat el 22 de novembre de 2016. Aquell any també es va publicar el single «Six Feet Under.» «Ocean Eyes» es va publicar internacionalment a través de Darkroom i Interscope Records el 18 de novembre de 2016, rebent gran nombre de crítiques positives. «La cançó és pop pur; una balada sobre l'anhel de reconciliació amb un ex. Puc imaginar-la convertint-se en un gran hit,» va dir Chris DeVille de Stereogum. El 14 de gener de 2017, Eilish va publicar un EP amb quatre remesclatges de «Ocean Eyes».

### Don't Smile at Me
Després de l'èxit dels remesclatges «Ocean Eyes», Eilish va llançar el single «Bellyache» el 24 de febrer de 2017. «Bellyache» va ser produïda i co-escrita per Finneas O'Connell, amb un vídeo musical dirigit per Miles i AJ publicat el 22 de març de 2017. El 30 de març, Eilish va llançar la cançó «Bored», com a part de la banda sonora de la sèrie de televisió 13 Reasons Why. El 30 de juny de 2017, Eilish va publicar el single «Watch» amb el senzill «Copycat» com a seguiment, llançat l'11 de juliol del mateix any, juntament amb l'anunci del seu EP debut, Don't Smile at Me. Cada divendres del mes de juliol, Bilile Eilish va afegir un nou senzill al EP. Va ser així com «Idontwannabeyouanymore» i »My Boy» van ser publicats. Don't Smile at Me es va llançar al mercat el 12 d'agost de 2017.
Després del llançament de «Don't Smile at Me» Eilish va col·laborar amb el raper nord-americà Vince Staples en un remesclatge de «Watch» titulat «&Burn». Més tard, el gener de 2018, Eilish va anunciar la gira «Where's My Mind», el qual acabarà a l'agost de 2018. Per al dia de la botiga de discs de 2018, Billie Eilish ha anunciat que sortirà a la venda un vinil de 7'' en el qual inclourà una versió acústica de la seva cançó «Party Favor» i una versió acústica de «Hotline Bling», originalment de Drake. Eilish ha col·laborat amb el cantant estatunidenc Khalid pel single «Lovely», llançat a l'abril de 2018.

### When We All Fall Asleep, Where Do We Go?
El 2019 va publicar el seu primer àlbum sencer – When We All Fall Asleep, Where Do We Go? L'àlbum va contenir 14 cançons, on va destacar «Bad Guy» que va arribar a la primera posició Billboard Hot 100. «You Should See Me in a Crown», «When the Party's Over» i «Bury a Friend» també van rebre posicions multi-platí als Estats Units. La producció es va presentar amb un so dramàtic.
Finalment l'àlbum va arribar a la posició número u a les vendes de 2019 per els Estats Units, i va ser retribuít amb quatre Grammys (millor nou artista, canço de l'any, disc de l'any i millor àlbum) a la gala de 2020.

### Happier Than Ever, «No Time to Die»
Dos anys més tard va tornar amb Happier Than Ever. El seu segon àlbum va continuar l'èxit del debut, arribant a la primera posició de les vendes a 25 països. Als Estats Units va dominar el mes d'agost de 2021.
Aquí l'estil dramàtic de l'àlbum anterior es va canviar per presentar un so més personal i íntim. L'àlbum es va concentrar més als textos de les 16 cançons, co-produïdes amb el seu germà Finneas O'Connell. La publicació de l'àlbum va ser precedida dels singles «My Future», «Therefore I Am», «Your Power», «Lost Cause» i «NDA». El desembre va tornar amb el single «Male Fantasy», l'última cançó de l'àlbum i on parla de la seva depressió després de la fi d'una relació romàntica i de la seva relació complicada amb la pornografia.
El gener de 2020 va ser oficial qu'els germans Eilish compondran «No Time to Die», el tema musical de la pel·lícula James Bond del mateix nom. La cançó, que té el mateix títol que la pel·lícula, va ser publicada el 13 de febrer de 2020. A l'edat de divuit anys, Eilish és l'artista més jove en gravar el tema principal d'una pel·lícula Bond. A causa de la pandèmia de covid-19, la pel·lícula es va retardar i s'estrena la tardor de 2021. El març de 2022, els germans van rebre l'Oscar a la millor cançó original.
Del 2016 al 2022, va fer un vídeo anual per a Vanity Fair en què l'entrevistaven amb les mateixes demandes i les respostes canviants eren el focus de la sèrie. Algunes parts, com l'abraçada de tancament de la seva mare, es repetien sempre. Amb tot, el 2022 va anunciar que la publicació d'aquests vídeos es dilataria en el temps a partir del setè.

## Premis i reconeixements
El 2022, la BBC va reconèixer-la com una de les 100 dones de l'any.

## Influències
Eilish es va criar escoltant The Beatles, Justin Bieber, Green Day, Arctic Monkeys, Linkin Park i Lana Del Rey. Va afirmar que descobrir la cançó Runaway d'Aurora Aksnes va motivar-la a llançar-se al món de la música. El hip-hop és el seu gènere preferit i la inspira immensament. Segons Eilish, Tyler, the Creator, Childish Gambino i Avril Lavigne han tingut una influència considerable en el seu estil i la seva obra. D'altres són Adele, Earl Sweatshirt, James Blake, Amy Winehouse, Spice Girls, Lorde, Marina Diamandis, Britney Spears, Taylor Swift, Nicki Minaj, XXXTentacion i Twenty One Pilots. En l'àmbit de la moda, ha esmentat Rihanna com una de les seves inspiracions. L'artista va fer públic, a més, que Damon Albarn va fer canviar la seva visió de la creació artística i la producció musical i que l'àlbum d'Ariana Grande Thank U, Next del 2019 va encoratjar-la a continuar fent música.

## Activisme
Eilish és una defensora dels drets dels animals i el veganisme; ha criticat les indústries dels làctics, la llana i les pells de visó. El 2019 va guanyar el premi PETA a la Millor veu pels animals i pel seu activisme.
El 2020, es va involucrar en el suport dels drets del vot dels Estats Units. Eilish va suggerir que els seus fans escullissin un grup que treballés per registrar votants. L'agost del 2020, Eilish va actuar a la Convenció Nacional Demòcrata de 2020 i va anunciar el seu suport a la campanya presidencial de Joe Biden.
A més és una ferma defensora de la lliuta contra la crisi climàtica i sempre intenta que la seva activitat generi la mínima petjada tant a nivell d'emissions de gasos d'efecte hivernacle com de residus. És per això que sempre posa esforços perquè les seves gires mundials siguin respectuoses amb el medi ambient amb iniciatives com millors sistemes i espais de reciclatge i col·labora amb una organització que instal·la un “eco-village” a cada concert perquè els fans aprenguin com actuar davant la crisi climàtica.

## Vida personal

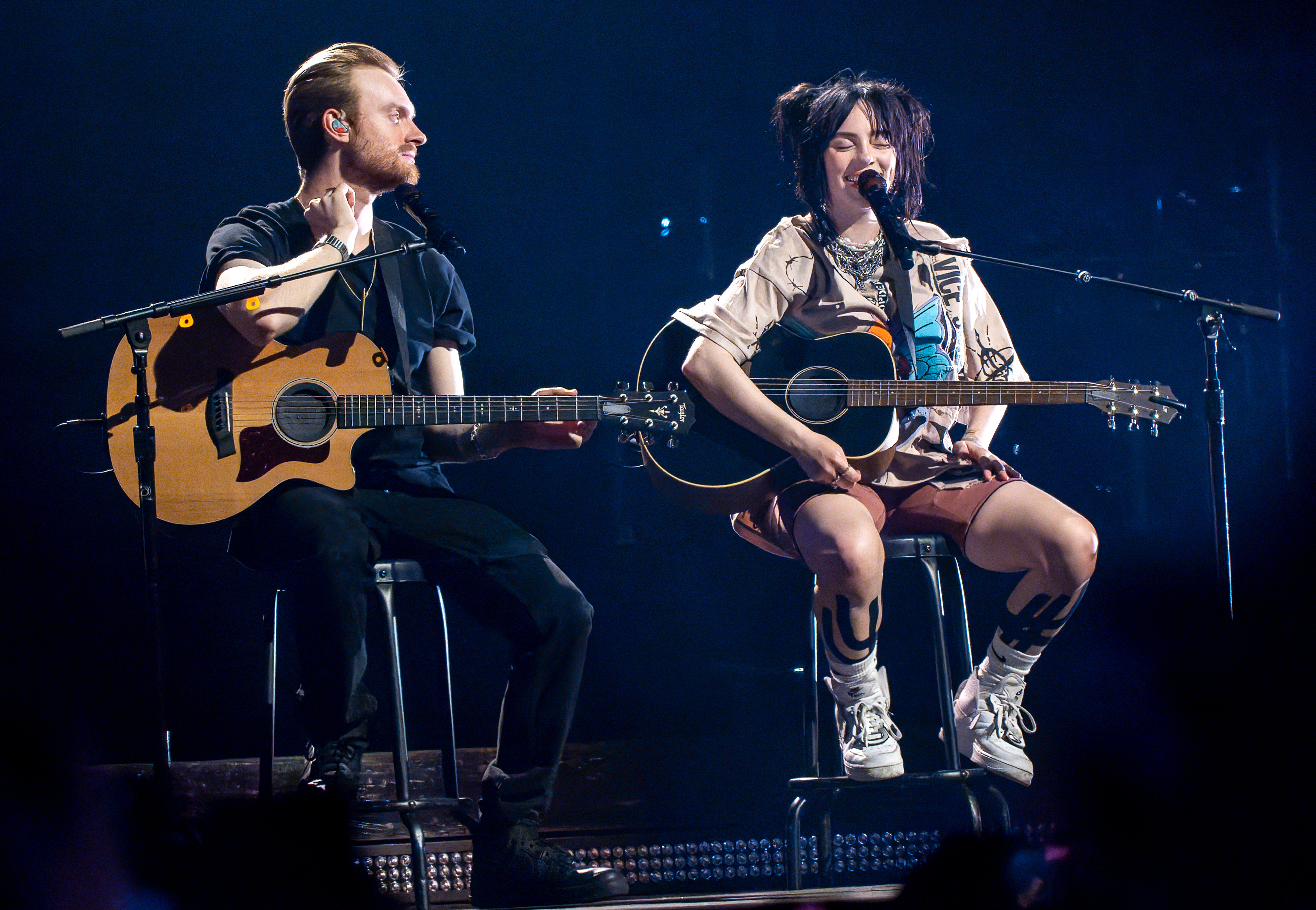
Billie Eilish amb el seu germà a The O2 Arena durant el Happier Than Ever, The World Tour del 2022.

A partir de 2020, Eilish continuava vivint amb els seus pares i el seu germà Finneas en el veïnat de Highland Park de Los Angeles. Ha comentat que pateix la síndrome de Tourette, depressió i experimenta sinestèsia. Fins i tot va arribar a confeccionar un pla de suïcidi, però el seu amic i company de professió XXXTentacion, que moriria poc després per unes altres circumstàncies, va treure-li la idea del cap. En una entrevista de ràdio de 2020, els seus pares van confessar que van considerar portar-la a teràpia per la seva obsessió de nena amb Justin Bieber.
Sempre ha sigut vegetariana i el 2014 es va convertir en vegana.
Va ser víctima d'abús sexual infantil, pel qual va escriure la cançó Your Power, però ha refusat de fer-ne públics els detalls.
Eilish va sortir una temporada amb el raper Brandon Adams, de nom artístic 7:AMP, però van posar fi a la relació el 2021. Al final d'octubre del 2022, va començar a sortir amb Jesse Rutherford, el vocalista del grup de pop-rock The Neighbourhood, al qual feia molt de temps que admirava. La diferència d'edat de vora 11 anys va despertar tanta polèmica que fins i tot el seu germà Finneas va haver de respondre per ella i defensar la seva relació amb Rutherford.

## Discografia

### Àlbums d'estudi
- When We All Fall Asleep, Where Do We Go? (2019)
- Happier Than Ever (2021)
- Hit Me Hard and Soft (2024)

### EPs
| Títol             | Detalls EP                                                                                         | Màxima posició a llistes | Màxima posició a llistes | Màxima posició a llistes | Màxima posició a llistes |
| ----------------- | -------------------------------------------------------------------------------------------------- | ------------------------ | ------------------------ | ------------------------ | ------------------------ |
| Títol             | Detalls EP                                                                                         | US                       | USAlt.                   | USHeat.                  | NZ                       |
| Don't Smile at Me | - Llançament: agost 11, 2017 - Discogràfica: Interscope - Format: Descàrrega digital, LP, Cassette | 126                      | 11                       | 1                        | 25                       |

### Senzills
| Títol                            | Any  | Máxima posició a llistes | Máxima posició a llistes | Máxima posició a llistes | Máxima posició a llistes | Àlbum                                                 |
| -------------------------------- | ---- | ------------------------ | ------------------------ | ------------------------ | ------------------------ | ----------------------------------------------------- |
| Títol                            | Any  | USBub.                   | AUS                      | CAN                      | NZHeat.                  | Àlbum                                                 |
| "sHE's BrOKen"                   | 2015 | 1                        | 1                        | 1                        | 1                        |                                                       |
| "Fingers Crossed"                | 2015 | 1                        | 1                        | 1                        | 1                        |                                                       |
| "Six Feet Under"                 | 2016 | 1                        | 1                        | 1                        | 1                        |                                                       |
| "Ocean Eyes"                     | 2016 | 1                        | 1                        | 1                        | 1                        | Don't Smile at Me                                     |
| "Bellyache"                      | 2017 | 1                        | 1                        | 1                        | 1                        | Don't Smile at Me                                     |
| "Bored"                          | 2017 | 1                        | 1                        | 1                        | 1                        | 13 Reasons Why (A Netflix Original Series Soundtrack) |
| "Watch"                          | 2017 | 1                        | 1                        | 1                        | 1                        | Don't Smile at Me                                     |
| "&Burn" (amb Vince Staples)      | 2017 | 1                        | 1                        | 1                        | 1                        | Don't Smile at Me                                     |
| "Idontwannabeyouanymore"         | 2017 | 1                        | 1                        | 1                        | 1                        | Don't Smile at Me                                     |
| "Lovely" (amb Khalid)            | 2018 | 2                        | 72                       | 89                       | 4                        |                                                       |
| "Bury a Friend"                  | 2019 | 1                        | 1                        | 1                        | 1                        |                                                       |
| "Everything I Wanted"            | 2019 | 1                        | 1                        | 1                        | 1                        |                                                       |
| "Lo vas a olvidar" (amb Rosalía) | 2021 |                          |                          |                          |                          |                                                       |
| "What was I made for?"           | 2023 |                          |                          |                          |                          |                                                       |

### Acreditació d'escriptura
| Títol                        | Any  | Artista    | Àlbum   | Co-escriptors                                                                                   |
| ---------------------------- | ---- | ---------- | ------- | ----------------------------------------------------------------------------------------------- |
| "Your Eyes" (amb Tayla Parx) | 2017 | The Knocks | Testify | Benjamin Ruttner, James Patterson, Taylor Parks, Finneas O'Connell, Fransisca Hall, Kaelyn Behr |

### Vídeos musicals
| Títol                    | Any  | Director(s)                | Ref. |
| ------------------------ | ---- | -------------------------- | ---- |
| "Ocean Eyes"             | 2016 | Megan Thompson             |      |
| "Six Feet Under"         | 2016 | Billie Eilish              |      |
| "Bellyache"              | 2017 | AJ Favicchio & Miles Cable |      |
| "Bored"                  | 2017 | AJ Favicchio & Miles Cable |      |
| "Watch"                  | 2017 | Megan Park                 |      |
| "Idontwannabeyouanymore" | 2018 | Bille Eilish               |      |
| "Lovely" (amb Khalid)    | 2018 |                            |      |